# Norwegian Air Norway
Norwegian Air Norway – norweskie linie lotnicze, z siedzibą w Oslo, będące oddziałem Norwegian Air Shuttle. Powstały w dniu 17 czerwca 2013 r. Obsługują regularne połączenia z Port lotniczy Oslo-Gardermoen. Wszystkie statki powietrzne są zarejestrowane w Norwegii.